# Roberto Gramajo
Roberto Gramajo (La Banda, 28 luglio 1947 – 1º luglio 2023) è stato un calciatore argentino, di ruolo centrocampista.

## Palmarès

### Club
- Campionato argentino: 1

Rosario Central: Nacional 1971